# کبگیان
رودخانه کبگیان از رودخانه‌های ایران است که در روستای نقاره خانه در حوالی شهر چیتاب و با فصله ۳۵ کیلومتری از یاسوج فاصله دارد.